# Octobre 1908

## Événements
- 5 octobre :
  - Annexion de la Bosnie-Herzégovine par l'Autriche-Hongrie. Après avoir obtenu l’accord de la Russie en échange de concessions dans les détroits, l’empereur François-Joseph d'Autriche annexe la Bosnie-Herzégovine, ce qui provoque une crise internationale. Le pays sera gouverné comme territoire commun des deux États de la monarchie austro-hongroise, sans être intégrée à la Hongrie, qui ne tient pas à un accroissement des populations slaves.
  - Le royaume de Bulgarie, indépendant vis-à-vis de l'Empire ottoman, est proclamé.

- 6 octobre : la Crète est incorporée au royaume de Grèce (Eleftherios Venizelos).

- 26 octobre : élection fédérale canadienne de 1908. Wilfrid Laurier (libéral) est réélu Premier ministre du Canada. Il fait admettre qu’aucun traité impérial ne pourrait obliger le Canada sans le consentement implicite du Dominion.

- 30 octobre : Henri Farman réalise le premier vol de ville à ville entre Bouy (près de Mourmelon) et Reims, soit 27 km en 20 minutes à 75 km/h et 40 m d'altitude.

## Naissances
- 1er octobre : Giuseppe Casoria, cardinal italien de la curie romaine († 8 février 2001).
- 3 octobre : Aníbal Muñoz Duque, cardinal colombien, archevêque de Bogota († 15 janvier 1987).
- 6 octobre : Carole Lombard, actrice américaine († 1942).
- 12 octobre : Arthur Space, acteur américain († 13 janvier 1983).
- 15 octobre : John Kenneth Galbraith, économiste canado-américain († 29 avril 2006).
- 24 octobre : Tuzo Wilson, géologue canadien († 15 avril 1993).
- 25 octobre : Adílio Daronch, martyr brésilien († 21 mai 1924).

## Décès
- 13 octobre : Serranito (Hilario González Delgado), matador espagnol (° 21 décembre 1883).
- 26 octobre : François-Désiré Mathieu, cardinal français, archevêque de Toulouse (° 27 mai 1839).
- 30 octobre : Thomas Greenway, premier ministre du Manitoba.
- 31 octobre : Charles Lieby, résistant français, batelier du Rhin († 27 septembre 1943).